# مارك فالي
مارك توماس فالي (بالإنجليزية: Mark Thomas Valley)‏ (ولد في 24 ديسمبر 1964 في أوغدينسبورغ، الولايات المتحدة) ممثل تلفزيوني وسينمائي اشتهر بأدواره براد تشيس في المسلسل الدرامي بوسطن ليغال وأوليفر ريتشارد في المسلسل الدرامي على قناة هيئة الإذاعة الوطنية قانون هاري والوكيل الخاص في مكتب التحقيقات الفيدرالي جون سكوت في مسلسل الخيال العلمي فرينج وكريستوفر تشانس على شبكة فوكس التلفزيونية في مسلسل الأكشن الدرامي هيومان تارجيت وتومي سوليفان على قناة هيئة الإذاعة الأمريكية جسم محترف.
خدم في الجيش الأمريكي خلال حرب الخليج الثانية.

## روابط خارجية
- مارك فالي على موقع IMDb (الإنجليزية)
- مارك فالي على موقع ألو سيني (الفرنسية)
- مارك فالي على موقع أول موفي (الإنجليزية)
- مارك فالي على موقع قاعدة بيانات الأفلام السويدية (السويدية)
- مارك فالي على موقع إن إن دي بي (الإنجليزية)
- مارك فالي على موقع قاعدة بيانات الفيلم (الإنجليزية)
- مارك فالي على موقع كينوبويسك (الروسية)